# Kersko
Kersko je osada, část obce Hradištko v okrese Nymburk ve Středočeském kraji.
Je známé hlavně díky Bohumilu Hrabalovi, který tam léta žil spolu s 25 polodivokými kočkami, a dalším osobnostem tam žijícím, například Adolfu Branaldovi, Františku Alexandru Elstnerovi či Václavu Junkovi.

## Historie a současnost obce
O obci Hradištko se zmiňuje už Kosmas ve své kronice Chronica Boemorum. Uvádí, že Hradištko roku 1088 daroval první český král Vratislav II. vyšehradské kapitule. Sousedící tvrz Kří (také Keřsko) byla od roku 1376 v držení Elišky z Lichtenburka, babičky pozdějšího krále Jiřího z Poděbrad. Kolem tvrze vzniklo osídlení, ves, a také byl před rokem 1357 vystavěn kostel Božího těla založený majitelem Bočkem z Kunštátu. Tvrz i vesnici zničilo mezi roky 1420 a 1421 buď Zikmundovo vojsko, nebo naopak vojska husitů jako v případě hradiště v blízkých Semicích. Pozůstatky tvrze i dalších budov jsou patrné západně od osady Na Zámku, patřící do katastru města Sadská. Na místě vypáleného Kří vznikl rybník, který patřil k největším v rámci poděbradského panství. Po jeho zániku tam vzniklo rozsáhlé polesí.
Na hrázi bývalého rybníka v Kersku, západně od Hradištka při vozové cestě (dnes asfaltové silnici mezi Hradištkem a Semicemi, lokalita Na kostelíku), byla po třicetileté válce vystavěna kaple Božího těla a v roce 1789 při josefínských reformách odsvěcena, zrušena a zbourána. Na konci 19. století se v místě bývalé kaple kácely stromy a dobývaly pařezy. Dle místní pověsti byl u kaple zakopán poklad. Proto dělníci i lesní Bauer v okolí kopali a narazili na množství lidských koster. Ty pak shromáždili do jednoho hrobu a děkan sadský Adolf Josef Pažout místo vysvětil. Kníže poděbradský Hohenlohe nechal roku 1891 nad hrobem vztyčit kovový kříž, jenž je tam dodnes.
Během I. světové války přechází panství poděbradské do vlastnictví knížete Mořice z Hohenlohe, který je později prodává prezidentu banky Bohemia Josefu Hyrossovi. Po pozemkové reformě bylo panství rozparcelováno – 80,6 ha pozemků obdrželo 66 občanů Hradištka. Hyrossovi mladšímu zůstal celý revír Kersko a některé další pozemky. Ten jej v roce 1934 rozparceloval sítí pravoúhlých alejí a pozemky rozprodal soukromníkům k výstavbě převážně cihlových patrových rekreačních domů s modernistními rysy. Mnohé dřevostavby uchované z té doby byly zamýšleny jen jako provizoria sloužící pro ubytování dělníků. Výjimku tvoří dřevostavba kavárny původně s doškovou střechou a oktogonální věžičkou, dnes restaurace Hájenka. Aleje byly po vzoru newyorského Manhattanu očíslovány – západně od hlavní kerské avenue (Betonky) mají aleje čísla lichá, východně sudá. Kersko se mělo stát lázeňským lesním městem o základním půdorysu 800 ha s moderní městskou infrastrukturou. V plánu bylo vystavět hotel, dvě písčitá lesní koupaliště, koupaliště na Labi, sportovní hřiště, dráhu pro dostihy a dva prameny minerální vody. Realizaci plánů zamezila druhá světová válka. Po ní a po komunistickém puči v roce 1948 původní projekt výstavby vilové zástavby nepokračoval. V průběhu dalších let se uskutečnila výstavba menších chat, která dala Kersku tvář běžné osady.
Dnes se jedná o lesní osadu, ve které výrazně převažuje počet rekreačních chat nad budovami pro stálé bydlení. V roce 2006 zde byly evidovány 362 budovy s přiděleným číslem popisným.[zdroj⁠?!] V květnu 2022 bylo adresou ke Kersku přiřazeno 140 čísel popisných a 251 čísel evidenčních. Stálých obyvatel je zde kolem 120.

## Bohumil Hrabal

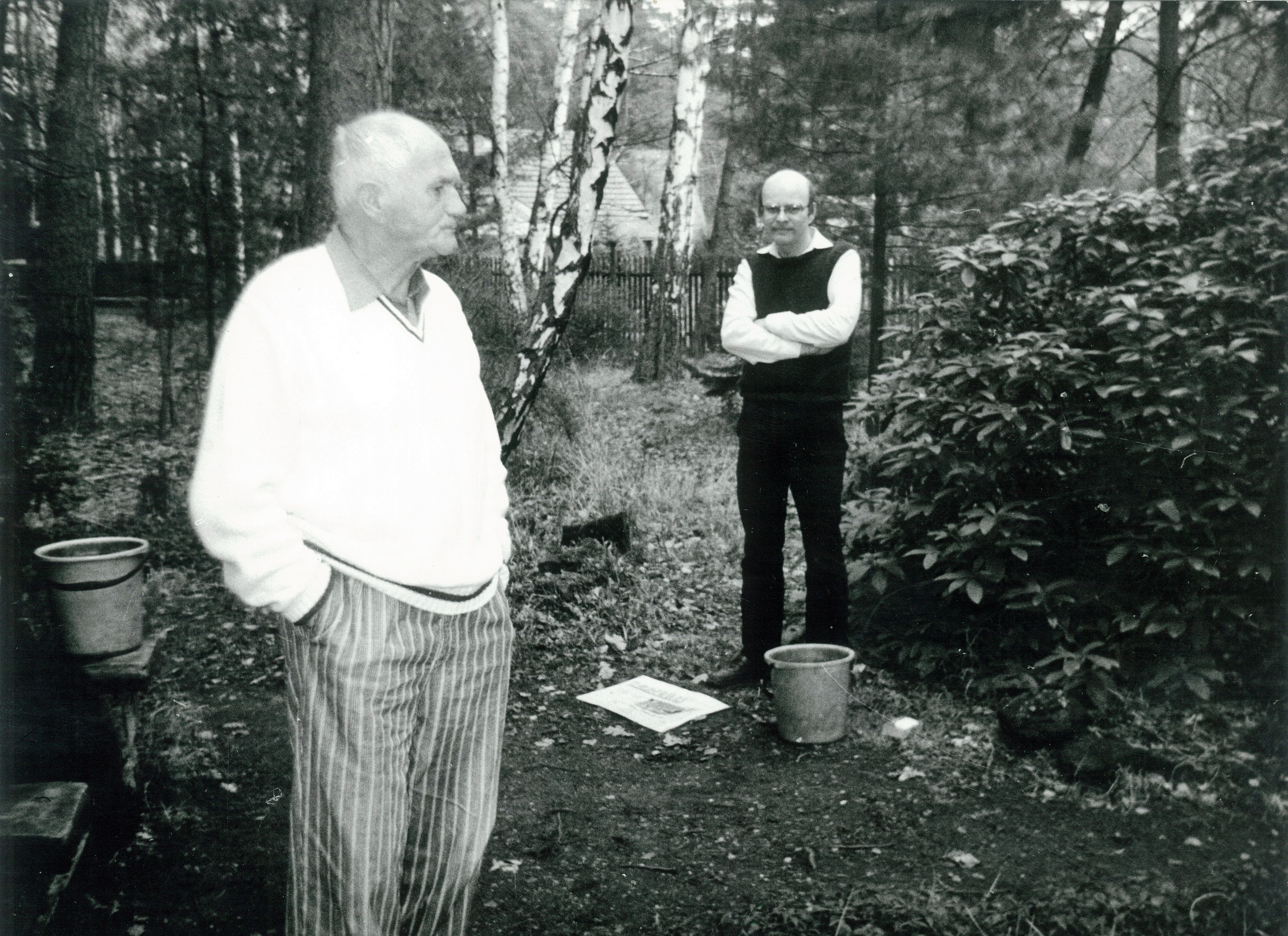
Bohumil Hrabal na zahradě u své chaty v Kersku, 1989 (vpravo básník Jaromír Pelc)

V Kersku dlouhodobě žil český spisovatel Bohumil Hrabal. Natáčel se zde slavný film Slavnosti sněženek. Hospoda Hájenka, známá z filmu, je stále v provozu.
Od roku 1999 je v zahradě Lesního ateliéru Kuba pořádán festival Hrabalovo Kersko; při jeho 20. ročníku byl zprovozněn poesiomat s Hrabalovým dílem (realizace 24. března 2018).
Roku 2014 byla v okolí Kerska vybudována Naučná stezka Bohumila Hrabala dlouhá 13 km.
Od 18. května 2024 je přístupná veřejnosti chata Bohumila Hrabala.

## Pramen sv. Josefa
Ve 30. letech byly navrtány dva minerální prameny, v roce 1937 pojmenovány „Svatojosefský“ (vysvěcen 25. 8. 2013) a „Štědrovečerní“ (nyní zaslepen). V Kersku oblíbený minerální pramen sv. Josefa je místními lidmi nazývaný kerka. Nalézá se při hlavní silnici u restaurace U pramene. Jedná se o přírodní, tvrdou, uhličitou vodu, která patří mezi alkalicko-muriatické (pH 6), slané, slabě radioaktivní kyselky se zvýšeným obsahem sirovodíku a železa. Obsahuje zvýšené hodnoty jódu a lithia. Její stálá teplota je 9 °C. Celková mineralizace činí 2,2273 mg/l, volný oxid uhličitý má hodnotu 1,373 mg/l.
První vrt byl hluboký 59 metrů a byl vytvořen firmou Artesia v roce 1934; postupně vydatnost vrtu slábla. V roce 1985 byl 20 m vedle, vyvrtán nový vrt, do hloubky 89m, kterou provedla společnost Vodní zdroje Praha, n. p. Vydatnost vrtu je 118 litrů za minutu, doporučený odběr 12 litrů za minutu. Geologie vrtu: kvartér (písek, jílovitý písek, štěrk) – 0–4,2 metrů; spodní turon (šedé slínovce) – 4,2–68 m; cenoman (šedé jemnozrnné pískovce) – 68–78 m; ordovik (černošedá břidlice) – 78–80,6 m. Vrtné průměry: 800 mm – 0–7,5 m; 630 mm – 7,5–8,7 m; 610 mm – 8,7–22,5 m; 495 mm – 22,5–80,6 m.

## Ochrana přírody
Kersko je obklopeno přírodním parkem Kersko-Bory. Ochrana území byla vyhlášena v r. 1986, původně jako „Oblast klidu Kersko“. Vyskytují se zde dvě Evropsky významné lokality Natura 2000 – Kerské rybníčky a národní přírodní památka Slatinná louka u Velenky.

## Bratři Mašínové
V Kerském lese proběhla část první a druhé akce bratří Mašínů. 12. září 1951 zde Ctirad Mašín spolu s Milanem Paumerem svázali majitele taxíkářského auta, které později použili při přepadení policejní stanice v Chlumci nad Cidlinou. 28. září 1951 dojeli všichni tři s ukradenou sanitkou na křižovatku dnešní silnice II/611 a odbočky do Kerska a přivázali zde ke stromům členy posádky sanitního vozu. Ukradený vůz použili při přepadení policejní stanice v Čelákovicích.

## Galerie

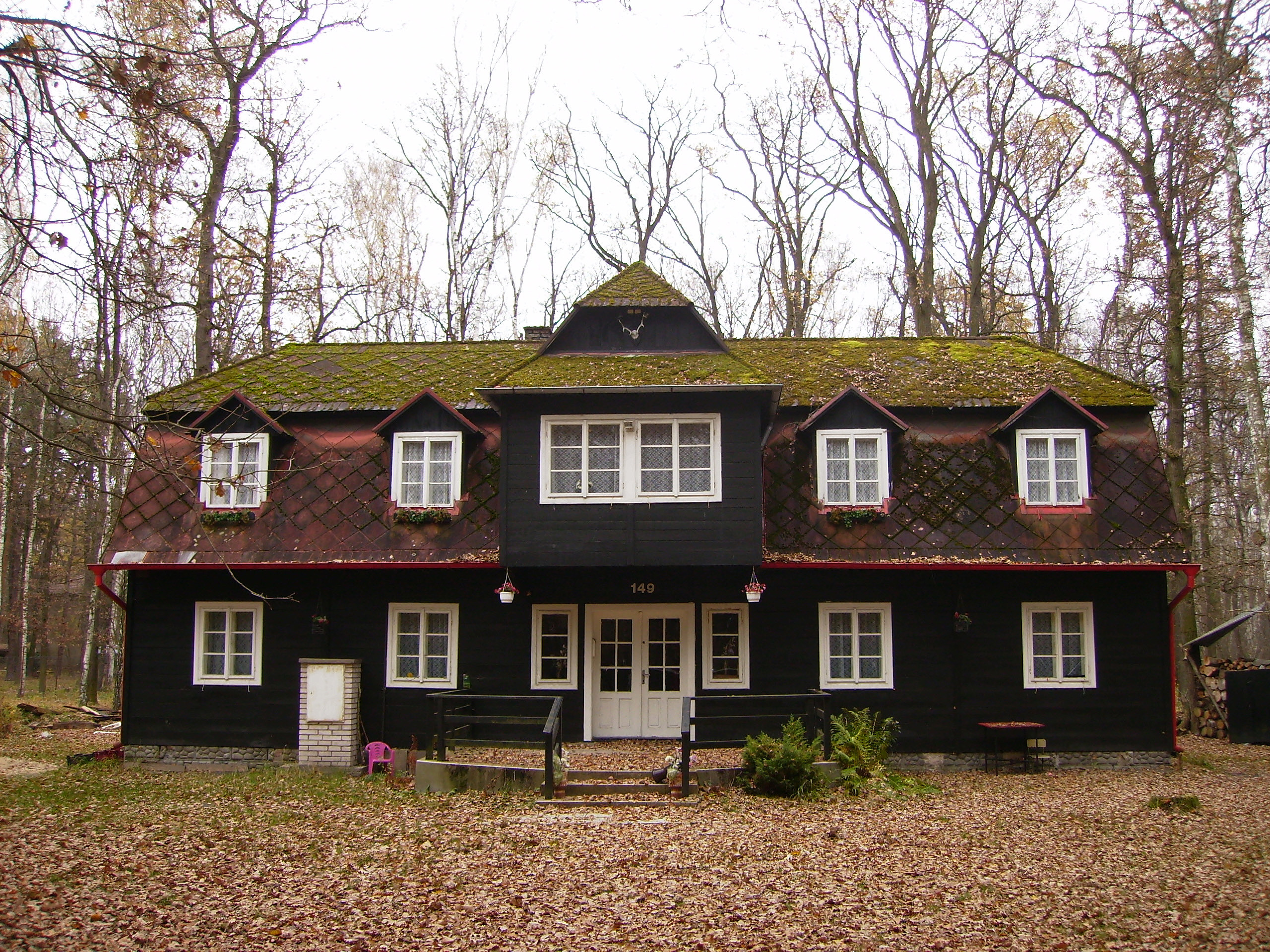
Ukázka původní zástavby hrabalovského Kerska
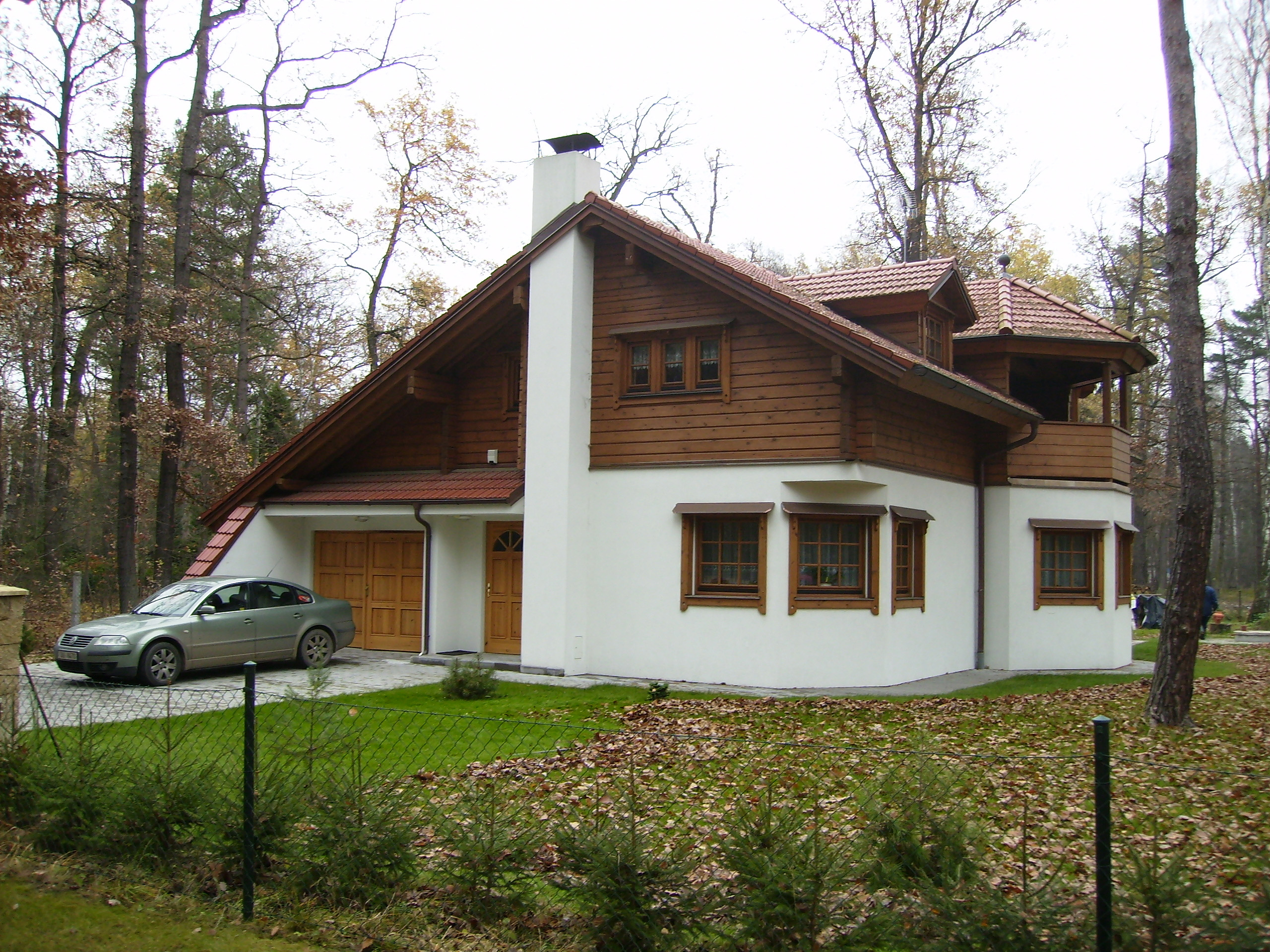
Nová výstavba v Kersku – rodinný domek
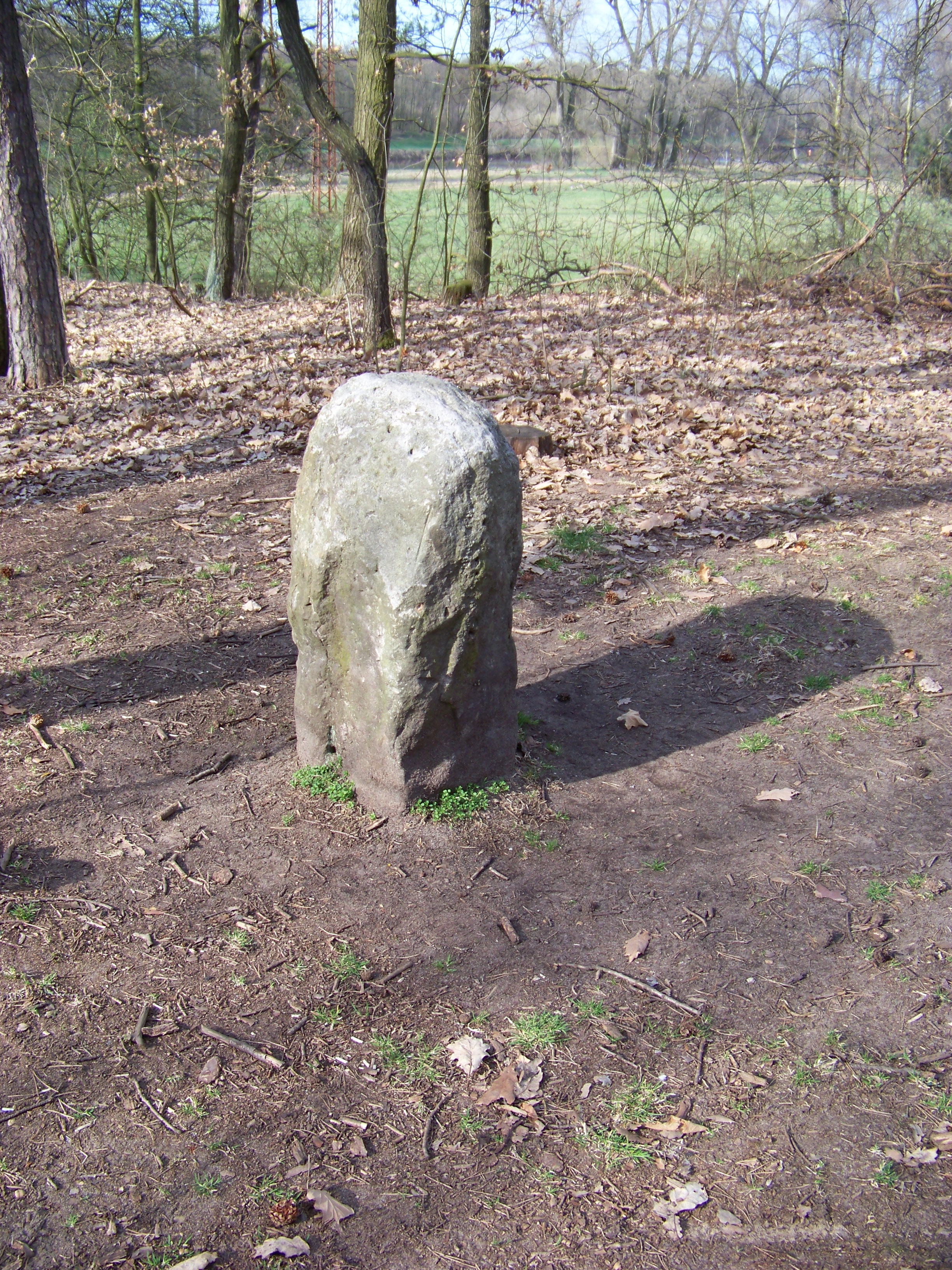
Kerský menhir, či hraniční kámen
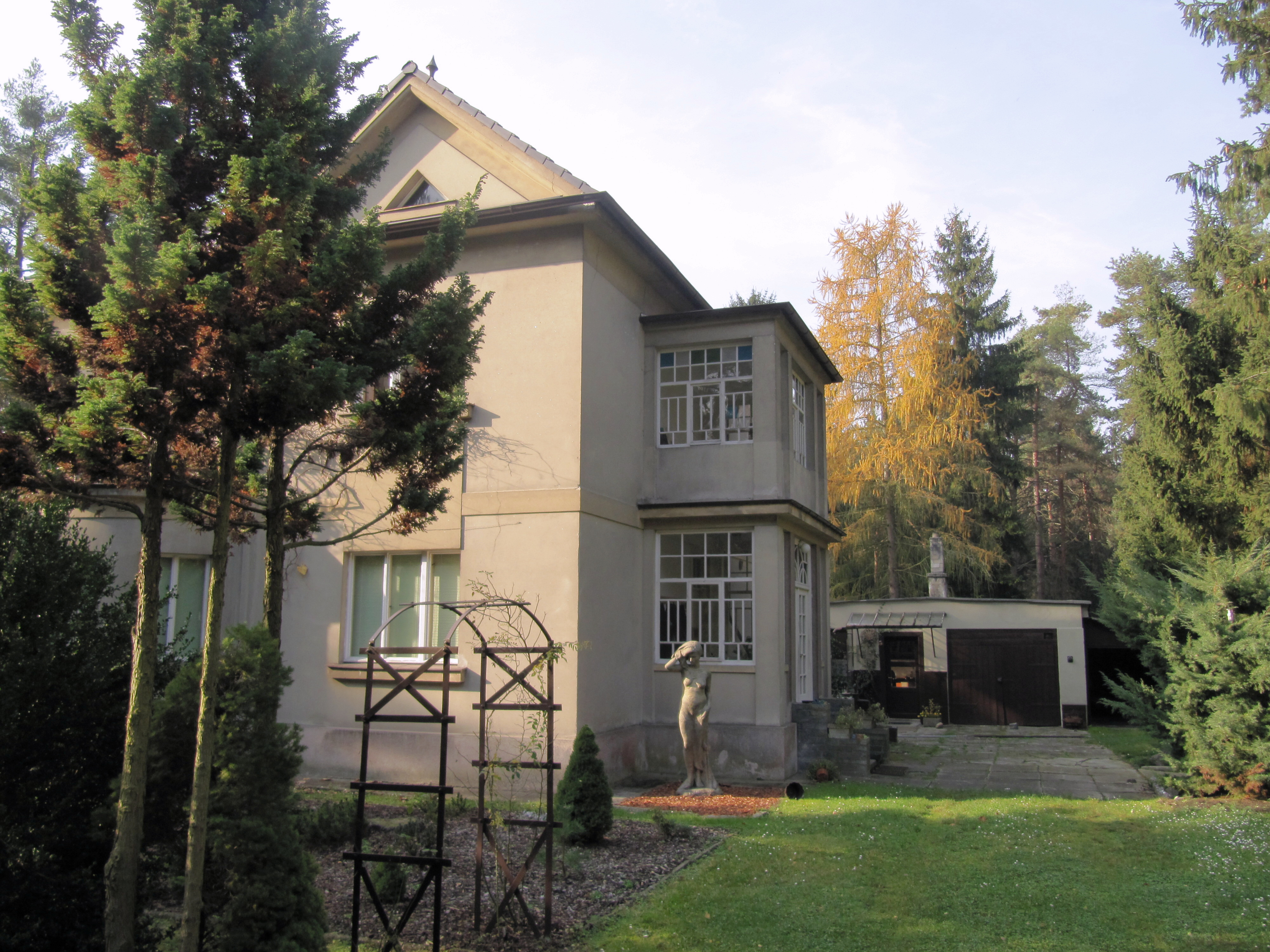
ukázka původní zástavby
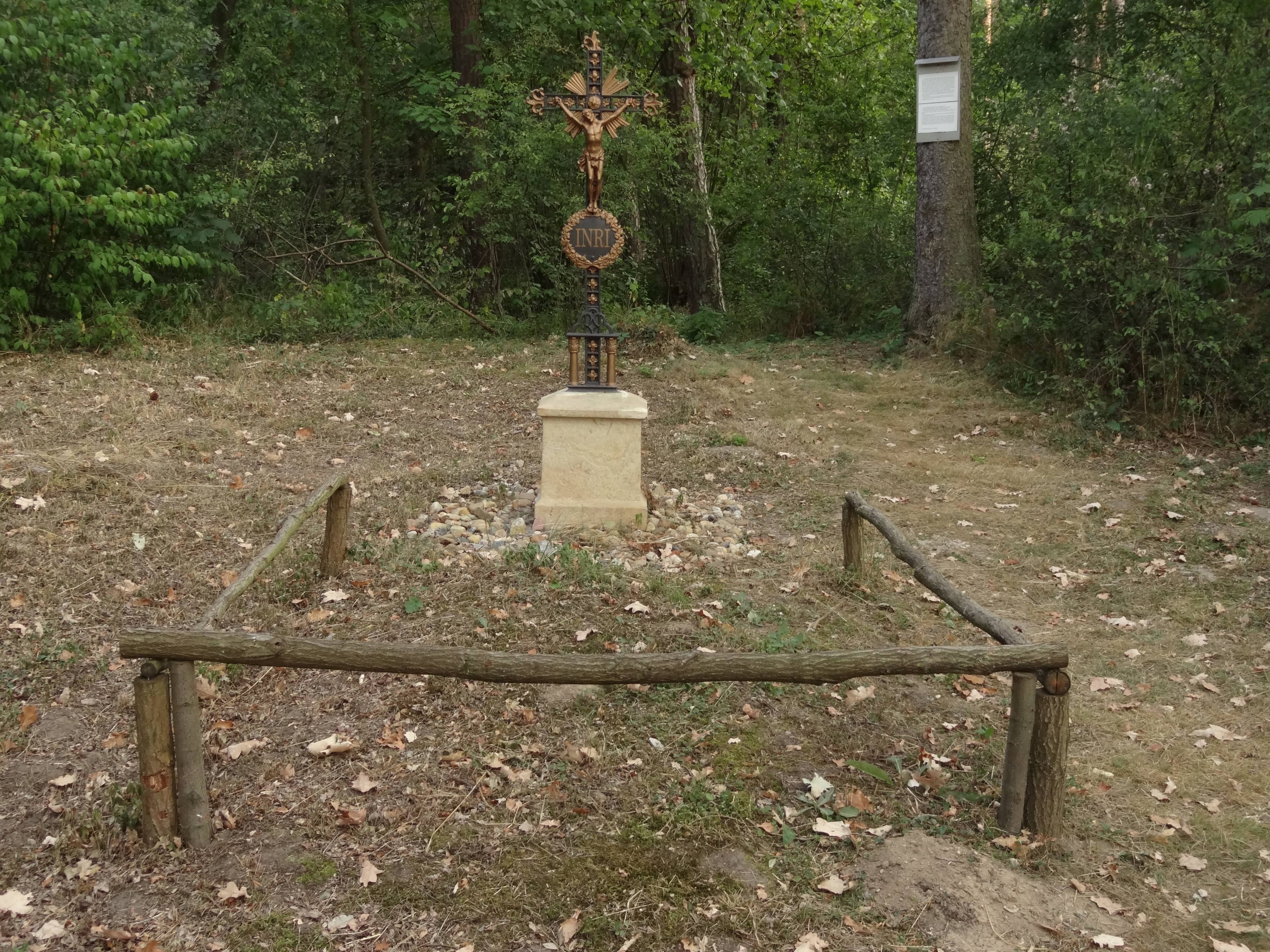
Kříž na místě původní kaple Božího těla
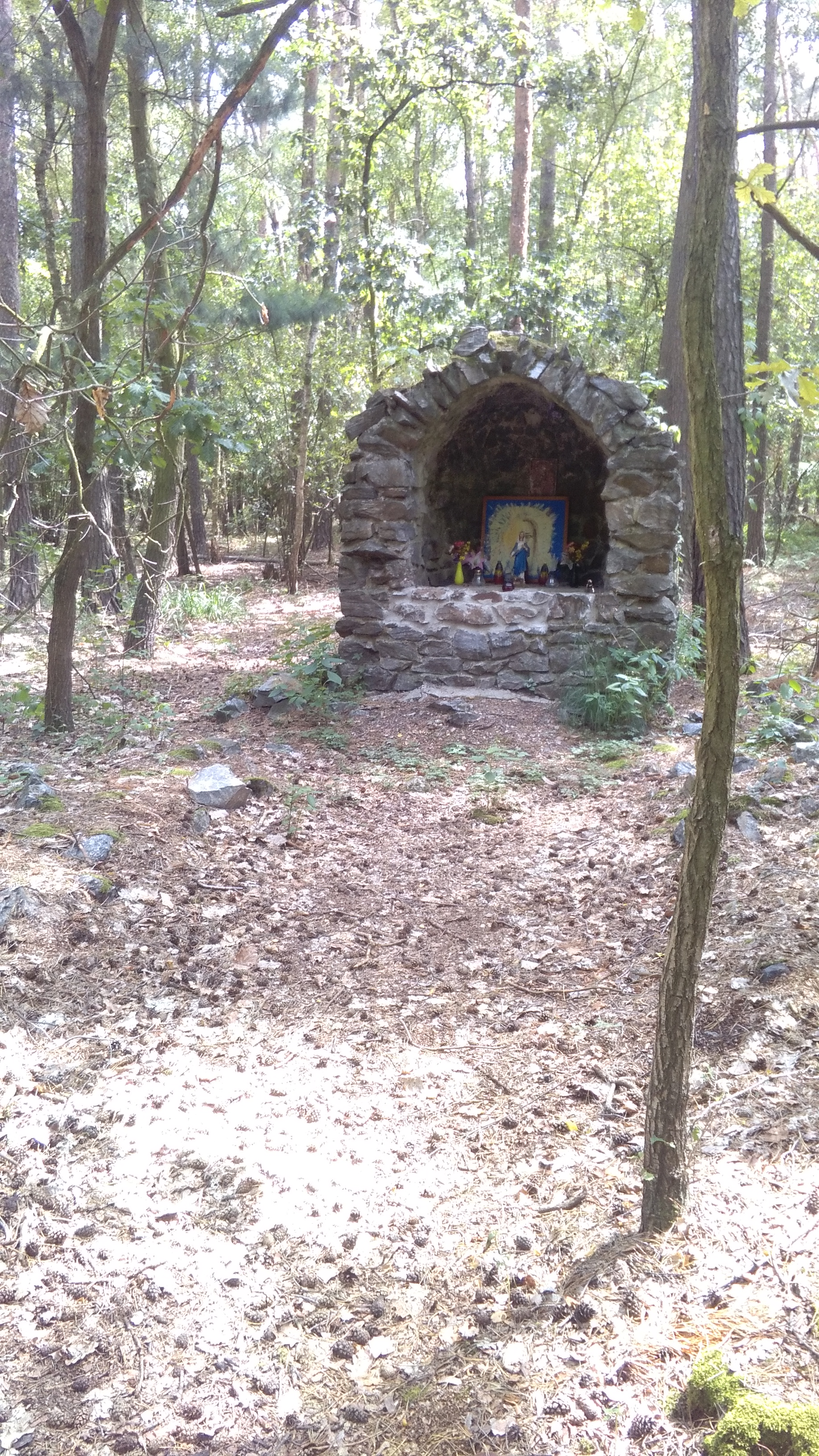
Kaple - grotta na pozemku bývalého Ústavu sociální péče v Kersku. Nechala ji vystavět bývalá majitelka nemovitosti ve 30. letech 20. století. Po válce ji využívaly jeptišky ošetřující chovance ÚSP.
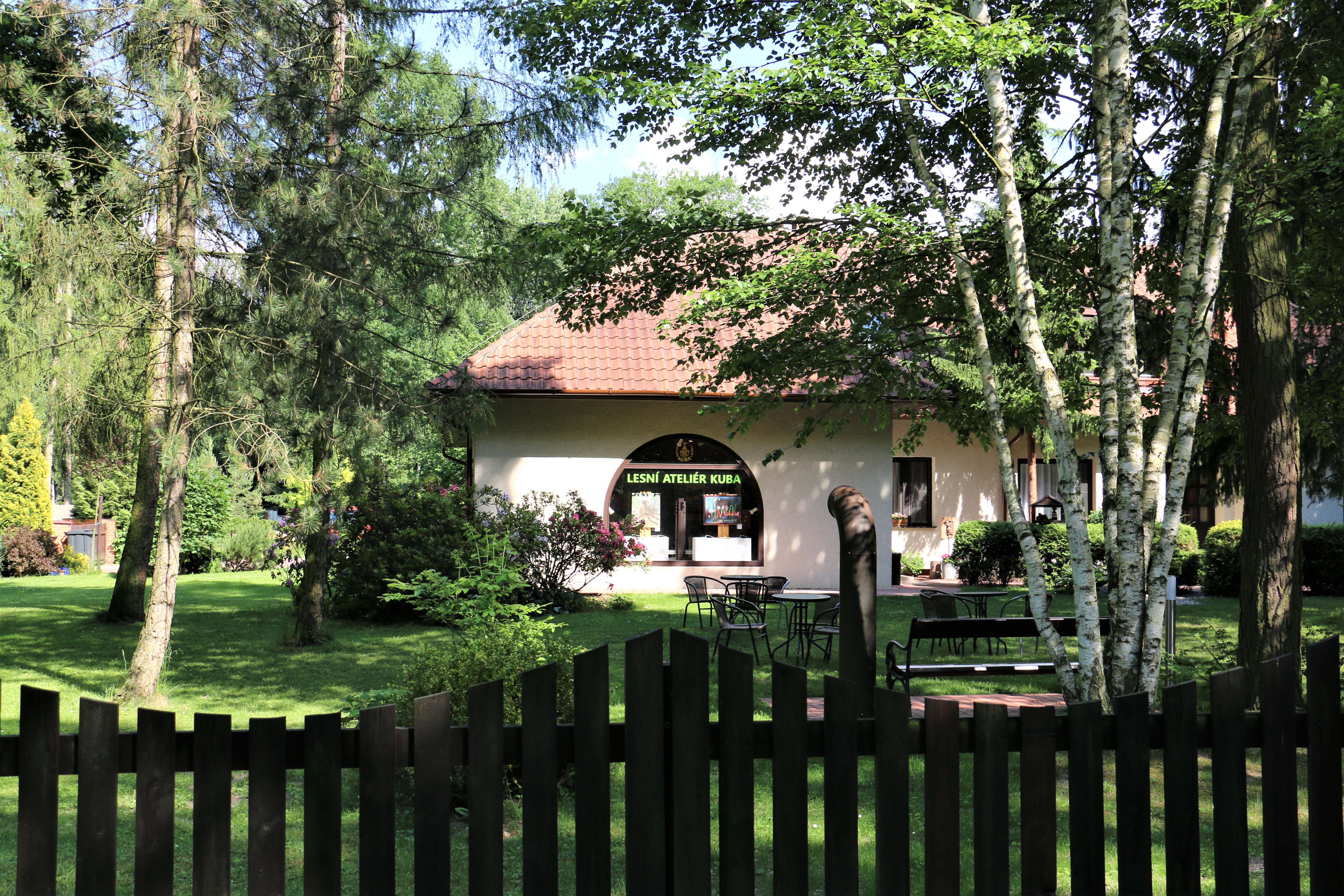
Lesní ateliér Kuba - keramická dílna, stálá výstava Slavnosti sněženek, prodejna